# Priluki
Priluki (în ucraineană Прилуки) este oraș regional în regiunea Cernigov, Ucraina. Deși subordonat direct regiunii, orașul este și reședința raionului Priluki. 

## Demografie
Componența lingvistică a orașului Prîlukî
     Ucraineană (92,91%)
     Rusă (6,77%)
     Alte limbi (0,24%)
Conform recensământului din 2001, majoritatea populației orașului Priluki era vorbitoare de ucraineană (92,91%), existând în minoritate și vorbitori de rusă (6,77%).